# Partis de Voïvodine
La coalition Partis de Voïvodine (en serbe : Коалиција "Војвођанске партије" et Koalicija « Vojvođanske partije ») était une coalition politique serbe de la province autonome de Voïvodine. Elle était dirigée par Igor Kurjački.
La coalition Partis de Voïvodine a été constituée pour les élections législatives serbes du 21 janvier 2007. Elle a obtenu 7 359 voix, soit 0,18 % des suffrages, score qui ne lui a pas permis de remporter de siège au Parlement de Serbie.
La coalition était composée des partis suivants :
- Parti de Voïvodine
- Mouvement civique de Voïvodine
- Notre Voïvodine
- Parti de Syrmie
- Parti des instisseurs minoritaires, des retraités et des chômeurs
- Parti des retraités et des travailleurs de Serbie.